# Ophiomyia spencerella
Ophiomyia spencerella är en tvåvingeart som först beskrevs av Greathead 1969.  Ophiomyia spencerella ingår i släktet Ophiomyia och familjen minerarflugor. Inga underarter finns listade i Catalogue of Life.